# 金伏ウーゴ
金伏 ウーゴ（かなぶし ウーゴ、1989年5月22日 - ）は、ブラジルパラナ州アルト・パラナ出身の元プロ野球選手（投手）。左投左打。
日系三世で、ブラジル国籍を有する。ただし、日本国内の大学（白鷗大学）に4年間在籍した後に、ドラフト会議で東京ヤクルトスワローズへ入団した。そのため、NPBでは外国人枠が適用されず、日本人選手と同じ扱いを受けている。
2012年と2016年以降は、名前の「ウーゴ」を登録名に使用していた。

## 経歴

### プロ入り前
5歳から野球を始め、14歳の時に硬式野球世界大会のブラジル代表に4度選出された。2004年に日本で開催された大会では、団体3位、個人ではベストナインに選出され、その活躍をスカウトに認められ来日した。
しかし、佐野日大高では寮生活に馴染めず、さらに2年時に左肘の手術を経験した。結局、公式試合での登板は無いまま、高校生活を終えてしまう。ちなみに、2016年から巨人でチームメイトになる澤村拓一は1年先輩で、在学中に寮での相部屋生活を経験している。
高校卒業後は、白鷗大学に進学し、関甲新学生野球連盟に加盟する同校野球部に入部した。2年時春の全日本大学野球選手権大会で全国マウンドを経験した。4年時の春に初勝利を挙げ、秋には1部リーグ優勝を果たした。
2011年10月27日、プロ野球ドラフト会議で東京ヤクルトスワローズから育成2位指名を受けた。白鷗大学は部員数50人程度とそれほど大きくない野球部であったが、2011年のドラフトでは塚田正義がソフトバンクから、岡島豪郎が楽天から指名を受け、一挙に3選手が指名を受けた。

### ヤクルト時代
2012年には、育成選手として開幕を迎えたが、7月30日に支配下選手契約へ移行。10月3日の対横浜DeNAベイスターズ戦（横浜スタジアム）で、2番手投手として一軍デビューを果たした。シーズン終了後には、チームメイトで自身と同じブラジル出身の松元ユウイチやラファエル・フェルナンデスとともに、第3回WBCブラジル代表に選出された。
2013年には、福岡ヤフオクドームでの第3回WBC 1次リーグA組（福岡ラウンド）のうち、3月3日のキューバ戦と3月5日の中国戦に救援で登板。しかし、大会終了・NPBシーズン開幕後の7月17日に、左肘内側側副靱帯の再建手術（トミー・ジョン手術）を受けた。その影響で、2014年までの2年間は、一軍公式戦への登板機会がなかった。
2015年には、7月28日の対広島東洋カープ戦（神宮球場）で、4番手投手として自身3年振りの一軍公式戦登板を果たした。しかし、一軍での登板機会はこの1試合のみで、10月2日に球団から戦力外通告を受けた。

### 巨人時代
2015年11月10日に12球団合同トライアウト（草薙球場）へ参加した。ストレートで最速146km/hを計測し、シートバッティング形式による打者3人との対戦を三者凡退で終えた。この結果を受けて、11月13日に、読売ジャイアンツ（巨人）が育成選手として契約したことを発表した。登録名は「ウーゴ」で、背番号025。
2016年には、3月28日付で長谷川潤と共に支配下選手登録。背番号も95に変更したが、一軍公式戦での登板には至らず、10月2日に球団から戦力外通告を受けた。
NPB他球団での現役続行を希望し、11月12日には2年連続で12球団合同トライアウトに参加。前年と同じ形式の対戦で、打者3人に対して、1奪三振1被安打1与四球という結果を残した。

### 栃木時代
2016年12月2日、独立リーグベースボール・チャレンジ・リーグに来年度から参加する栃木ゴールデンブレーブスへの入団が発表された。
2018年10月31日に栃木を自由契約となり、退団。

### 現役引退後
栃木退団時に寄せたコメントでは「まだ先のことは決まっていない状態」としていたが、2019年より読売ジャイアンツ国際部通訳に就任した。同年は三軍の通訳として、日本語とスペイン語とポルトガル語を主に使いこなして伝達役を担う。
2023年11月27日に自身のXを更新し、2023年をもって読売ジャイアンツを退団し、ブラジルへ帰国することを発表。

## 選手としての特徴
左腕から投げ込む最速148km/hのストレートが持ち味。球種はカーブ、スライダー、チェンジアップ。課題はコントロール。

## 詳細情報

### 年度別投手成績
| 年 度     | 球 団     | 登 板 | 先 発 | 完 投 | 完 封 | 無 四 球 | 勝 利 | 敗 戦 | セ 丨 ブ | ホ 丨 ル ド | 勝 率 | 打 者 | 投 球 回 | 被 安 打 | 被 本 塁 打 | 与 四 球 | 敬 遠 | 与 死 球 | 奪 三 振 | 暴 投 | ボ 丨 ク | 失 点 | 自 責 点 | 防 御 率 | W H I P |
| --------- | --------- | ----- | ----- | ----- | ----- | -------- | ----- | ----- | -------- | ----------- | ----- | ----- | -------- | -------- | ----------- | -------- | ----- | -------- | -------- | ----- | -------- | ----- | -------- | -------- | ------- |
| 2012      | ヤクルト  | 1     | 0     | 0     | 0     | 0        | 0     | 0     | 0        | 0           | ----  | 6     | 0.2      | 0        | 0           | 4        | 0     | 0        | 0        | 0     | 0        | 1     | 1        | 13.50    | 6.00    |
| 2015      | ヤクルト  | 1     | 0     | 0     | 0     | 0        | 0     | 0     | 0        | 0           | ----  | 9     | 1.0      | 4        | 0           | 1        | 0     | 0        | 0        | 0     | 0        | 4     | 4        | 36.00    | 5.00    |
| 通算：2年 | 通算：2年 | 2     | 0     | 0     | 0     | 0        | 0     | 0     | 0        | 0           | ----  | 15    | 1.2      | 4        | 0           | 5        | 0     | 0        | 0        | 0     | 0        | 5     | 5        | 27.00    | 5.40    |

### 記録
- 初登板：2012年10月3日、対横浜DeNAベイスターズ24回戦（横浜スタジアム）、6回裏に2番手として救援登板、2/3を1失点4四球

### 独立リーグでの投手成績
| 年 度     | 球 団     | 登 板 | 勝 利 | 敗 戦 | セ 丨 ブ | 完 投 | 勝 率 | 投 球 回 | 打 者 | 被 安 打 | 被 本 塁 打 | 奪 三 振 | 与 四 球 | 与 死 球 | 失 点 | 自 責 点 | 暴 投 | ボ 丨 ク | 防 御 率 | W H I P |
| --------- | --------- | ----- | ----- | ----- | -------- | ----- | ----- | -------- | ----- | -------- | ----------- | -------- | -------- | -------- | ----- | -------- | ----- | -------- | -------- | ------- |
| 2017      | 栃木      | 16    | 2     | 8     | 0        | 1     | .200  | 97.2     | 428   | 114      | 11          | 66       | 27       | 3        | 50    | 44       | 6     | 0        | 4.05     | 1.45    |
| 2018      | 栃木      | 20    | 2     | 8     | 0        | 1     | .200  | 106.1    | 479   | 119      | 8           | 83       | 41       | 5        | 60    | 56       | 4     | 2        | 4.74     | 1.51    |
| 通算：2年 | 通算：2年 | 36    | 4     | 16    | 0        | 2     | .200  | 204.0    | 907   | 233      | 19          | 149      | 68       | 8        | 110   | 100      | 10    | 2        | 4.41     | 1.48    |

### 背番号
- 119 （2012年 - 2012年7月29日）
- 91 （2012年7月30日 - 2015年）
- 025 （2016年 - 同年3月27日）
- 95 （2016年3月28日 - 同年終了）
- 66 （2017年 - 2018年）

### 登録名
- ウーゴ （2012年、2016年 - 2018年）
- 金伏 ウーゴ（かなぶし ウーゴ、2013年 - 2015年）

### 代表歴
- 2013 ワールド・ベースボール・クラシック・ブラジル代表
- 2017 ワールド・ベースボール・クラシック・ブラジル代表